# Замошье (Новосельская волость)
Замошье — деревня в центральной части Стругокрасненского района Псковской области. Входит в состав сельского поселения «Новосельская волость».
Расположена к северо-востоку от волостного центра, села Новоселье, близ железной дороги Псков — Струги Красные — Луга — Санкт-Петербург (юго-западнее Лапино), в 17 км к юго-западу от посёлка Струги Красные.

## Население
Численность населения составляет 79 жителей (2000 год), на 2010 год — 62 жителя.